# 51e brigade mécanisée
Pour les articles homonymes, voir 51e brigade.
La 51e brigade mécanisée (en ukrainien : 51-ша гвардійська механізована бригада, abrégé de 51 ОМБр ; numéro d'unité militaire А2331) est une grande unité d'infanterie mécanisée de l'Armée de terre ukrainienne.

## Historique
Elle est l'héritière de la 15e division de fusiliers de la Garde soviétique. Le 19 janvier 1992, elle prête son serment d’allégeance au peuple ukrainien.
Elle est engagée lors de la guerre du Donbass et perd dix-huit soldats lors d'une embuscade proche de Volnovakha le 22 mai 2014,.
Elle est dissoute fin 2014 et certain éléments participent à la création de la 14e brigade mécanisée.

## Commandants
- ? – 2009 : colonel Volodymyr Kravtchenko
- novembre 2009 – novembre 2012 : Lieutenant-colonel Valeri Zaloujny[4]
- novembre 2012 – mai 2014 : colonel Volodymyr Vassiliovytch Yatskiv
- mai 2014 – août 2014 : faisant fonction de colonel Pavlo Vassyliovytch Pivovarenko[5], tué le 29 août 2014 au combat, à proximité d'Ilovaïsk.